# Aria pura
Aria pura este un album al lui Al Bano înregistrat împreună cu Romina Power, lansat în Italia în 1979. în Spania a fost publicat cu titlul Momentos.

## Track list

### Aria pura
1. Ore 10 (Albano Carrisi, Romina Power)
2. Aria pura (Albano Carrisi, Romina Power)
3. Il mestiere di vivere (Carmelo Carucci, Paolo Limiti)
4. Granada dream (Agustín Lara, Victor Bach)
5. Agua de fuente (Arturo Zitelli, Nora Orlandi, Vito Pallavicini)
6. Heart games (Albano Carrisi, Romina Power)
7. All'infinito (Albano Carrisi, Romina Power)
8. Who? (Romina Power)
9. U.S.America (Maurizio Fabrizio, Romina Power)

## Track list

### Momentos
1. Granada dream (Agustín Lara, Victor Bach)
2. A las siete (Spanish Version) (Albano Carrisi, Romina Power)
3. All'infinito (Albano Carrisi, Romina Power)
4. Agua de fuente (Spanish Version) (Arturo Zitelli, Nora Orlandi, Vito Pallavicini)
5. U.S.America (Maurizio Fabrizio, Romina Power)
6. Momentos (Spanish Version) (Albano Carrisi, Romina Power)
7. Il mestiere di vivere (Carmelo Carucci, Paolo Limiti)
8. Who? (Romina Power)
9. Heart games (Albano Carrisi, Romina Power)